# Giulietta Guicciardi
Giulietta Guicciardi (Przemyśl, 23 de noviembre de 1782 – Viena, 22 de marzo de 1856) fue una condesa austriaca, mayormente conocida por haber sido la dedicataria de la Sonata para piano n.º 14 de Ludwig van Beethoven escrita en 1801 y publicada en 1802, conocida como sonata Claro de luna.

## Vida
Julie Guicciardi, como la llamaba su familia, nació en Przemyśl, ciudad perteneciente a la Polonia austriaca de la Monarquía Habsburgo. Sus padres eran el conde Franz Joseph Guicciardi y la condesa Susanna von Brunswik. Llegó a Viena con sus padres desde Trieste en junio de 1800 y su belleza hizo que la alta sociedad se fijara en ella. Pronto se comprometió con el Conde von Gallenberg (1780 -1839), compositor aficionado, con quien se casó el 14 de noviembre de 1803. La pareja se trasladó a Nápoles y no regresó a Viena hasta 1822. Más tarde, el conde Hermann von Pückler-Muskau fue uno de sus admiradores.
Murió en Viena en 1856.

### Conexión con Beethoven

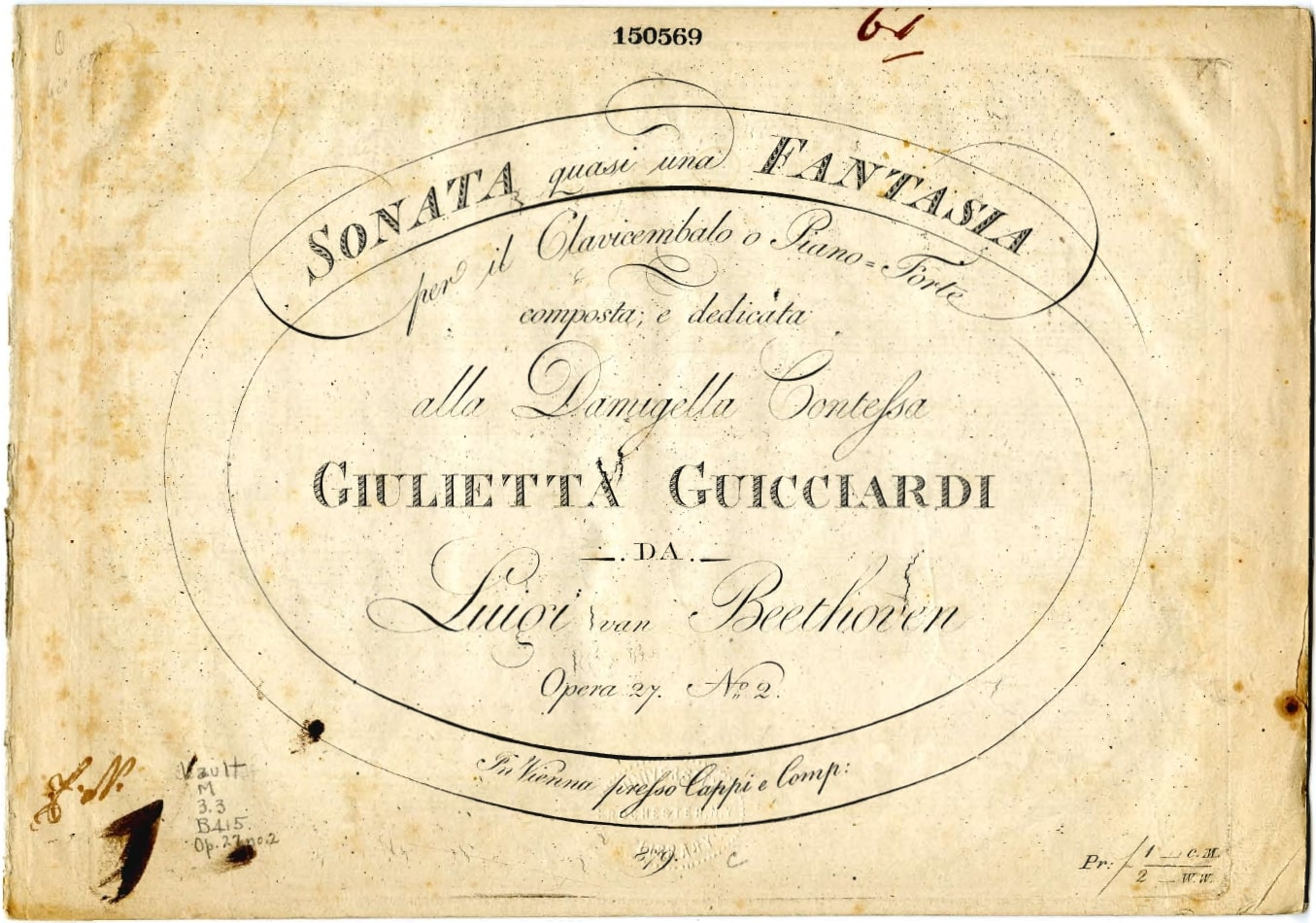
Portada de la primera edición de la Sonata para piano n.º 14 (1802)

A finales de 1801, Giulietta comenzó a recibir clases de piano de Beethoven, quien aparentemente quedó enamorado de ella, como se puede comprobar en la carta que el músico escribió a su amigo Wegeler:

«Ahora vivo más feliz. No podrás nunca figurarte la vida tan sola y triste que he pasado en estos últimos tiempos... Este cambio es obra de una cariñosa, de una mágica niña que me quiere y a quien yo amo [...]
 Al cabo de dos años he vuelto a disfrutar de nuevo algunos instantes de felicidad y por primera vez creo que el matrimonio podría hacerme feliz, pero desgraciadamente no es ella de mi posición y no puedo pensar en casarme.»

Efectivamente, como suponía Beethoven, la familia de su amada se oponía a la relación, y Giuletta se casó al poco tiempo con el conde Wenzel Robert von Gallenberg.